# Rotaria quadrioculata
Rotaria quadrioculata är en hjuldjursart som först beskrevs av Murray 1902.  Rotaria quadrioculata ingår i släktet Rotaria och familjen Philodinidae. Inga underarter finns listade i Catalogue of Life.